# رافائيل بومبيلي
رافائيل بومبلي (بالإيطالية: Rafael Bombelli)‏ مهندس ورياضي إيطالي، ولد في بورغو بانيجال، سنة 1526 م وتوفي سنة 1572 م.
عمل في توسكانا.
من أعماله:
- نشر كتابا في الجبر عام 1572 م، عبارة عن عرض منهجي ومنطقي لعلم الجبر خلال مرحلة النهضة.
- استخدم الكسور المستمرة لحساب القيم التقريبية للجذور.
- أدخل فكرة الأس والمجهول.
- صاغ قواعد الحساب في الأعداد المركبة.

## عمله على الأعداد التخيلية
ظهرت الأعداد المركبة لأول مرة في Algebra سنة 1572.

## طريقته لحساب الجذور المربعة
طريقته لحساب {\displaystyle {\sqrt {n}}} تنطلق من {\displaystyle n=(a\pm r)^{2}=a^{2}\pm 2ar+r^{2}\ } مع كون {\displaystyle 0<r<1\ }، ثم {\displaystyle r={\frac {|n-a^{2}|}{2a\pm r}}}. بالتعويض المتتابع ل r في الطرف الأيمن نحصل على الكسر المستمر
{\displaystyle a\pm {\frac {|n-a^{2}|}{{\frac {|n-a^{2}|}{{\frac {|n-a^{2}|}{\cdots \pm 2a}}\pm 2a}}\pm 2a}}}
القيمة a ينبغي اختيارها من بين العددين اللذين يحصران الجذر المربع لn.
فهم عالم الرياضيات الإيطالي بييترو أنتونيو كاتالدي (1548-1626) أن طريقة بومبيلي يمكن أن تطبق على كل الجذور المربعة؛ استعملها للقيمة 18.